# Stefanie Clausen
Anna Stefanie Nanny Fryland Clausen, född 1 april 1900 i Köpenhamn, död 2 augusti 1981 i Karlebo i Fredensborg, var en dansk simhoppare.
Clausen blev olympisk guldmedaljör i höga hopp vid sommarspelen 1920 i Antwerpen.